# Ljuban' (Bielorussia)
Ljuban' (in bielorusso e in russo Любань?) è un comune della Bielorussia, situato nella regione di Minsk.